# 視聴質
視聴質（しちょうしつ）とは、テレビ番組や動画コンテンツの視聴において、視聴数や視聴率だけでなく、視聴者がどれだけ集中して視聴しているか、またどれだけ影響を受けているかを評価する指標。視聴者の関心度やエンゲージメント率を考慮することで、広告効果やコンテンツの価値をより正確に測定することが期待されている。

## 背景
1987年春に日本の民放テレビ業界で視聴質論争が持ち上がり、日本広告主協会も敏感に反応した。背景には広告主側の、従来の機械式視聴率調査に対する根強い疑念や不信感があった。この論争はその後、機械式個人視聴率調査の導入問題へとシフトしていく。
1997年4月にはテレビ朝日マーケティング室（当時）と慶應義塾大学環境情報学部熊坂研究室による共同プロジェクトとして視聴質調査「リサーチQ」を立ち上げた。
2003年の日本テレビ視聴率買収事件以降、それまでの視聴率への疑問の高まりと共に注目を集めた。しかし何をもって質と定義するのかとの点で合意が難しく、古くから検討されているものの、業界標準の指標としては実現していない。放送局別ではそれぞれ独自の調査を数多く行っている。
ビデオリサーチによる定義は以下の4点である。
- 誰が見ているか（視聴者構成）
- どのように見ているか（ながら視聴など）
- 番組の内容はどうだったか（番組評価内容）
- CMの表現内容はどうだったか（CMの質）

個人視聴率の導入により、上記のうち「誰が見ているか」という側面がより正確に把握できるようになった。

## デジタルプラットフォームの活用
2010年代以降のストリーミングサービスやSNSの普及は視聴質の計測方法を大きく発展させた。これらのサービスの利用により、行動データ（再生・停止・巻き戻しなど）が詳細に追跡可能になった。ビッグデータ解析やAI技術を駆使して、視聴者のプロフィール情報や視聴履歴、嗜好を解析し、視聴者の反応をリアルタイムで評価できるようになった。これにより、従来の視聴率調査では得られなかった視聴質の可視化が進み、コンテンツの質的評価やマーケティング戦略の改善に役立てられるようになった。

## 註
1. 1 2 3  『放送批評の50年』762-763頁。
2. ↑  『放送批評の50年』765頁。
3. ↑  “テレビ×デジタル“統合指標”としての「視聴質」の役割〜VR FORUM 2021レポート｜Screens｜映像メディアの価値を映す”. www.screens-lab.jp (2021年12月16日). 2024年7月29日閲覧。